# Stilobezzia corneti
Stilobezzia corneti är en tvåvingeart som beskrevs av Jean Clastrier 1991.
Stilobezzia corneti ingår i släktet Stilobezzia och familjen svidknott. Inga underarter finns listade i Catalogue of Life.